# Hôtel de ville d'Arles
El palacio consistorial de Arlés es la sede del ayuntamiento de Arlés. Está ubicado en la Plaza de la República, en un edificio terminado en 1676, la mayor parte del cual ahora está clasificado como monumento histórico.

## Historia
En 1657, en un episodio particularmente fastuoso y opulento de la ciudad, su cabildo quiso construir un nuevo consistorio en lugar de la casa común que databa de finales de la Edad Media y que estaba situada entre el antiguo palacio de los Podestatas y la torre del reloj. Sin embargo, el proyecto tardó casi veinte años en ver la luz del día.
Varios proyectos fueron rechazados antes de que el de Louis-François de Royers de la Valfenière realizase el definitivo en 1666. Se comenzó de inmediato, pero en la primavera de 1667, cuando la construcción tenía unos 4 mètres, el arquitecto de Aviñón informó de numerosos defectos. Su informe, seguido de un juicio que perdieron los albañiles, concluyó que había que derribar lo hecho. Tras estos derribos realizados, el cabildo buscó mejorar el proyecto, lo que provocó 5 años de vacilaciones sobre los planos a usar.
Finalmente, en junio de 1673, un nuevo mercado había pasado a los diseños del arquitecto Jacques Peytret y el escultor Dominique Pilleporte. Pero a fines del mismo mes, el paso inesperado de Jules Hardouin-Mansart en la ciudad trajo nuevas modificaciones: el arquitecto parisino propuso nuevos alzados para las fachadas, un desplazamiento de la escalera y sobre todo convenció al ayuntamiento de la posibilidad de abovedar el vestíbulo en la planta baja sin ningún pilar intermedio.
La construcción se completó en marzo de 1676. En la ejecución, Peytret se desvió un poco de los dibujos de la fachada dejados por Hardouin-Mansart, que eran sustancialmente similares a los alzados del Versalles de Louis Le Vau.
El ayuntamiento fue clasificado como monumento histórico en 1920, fachadas, vestíbulo, sala del consejo y espadaña, en 1938, cubiertas, y 1942, salón cubierto.

## Descripción
El edificio tiene 3 plantas.

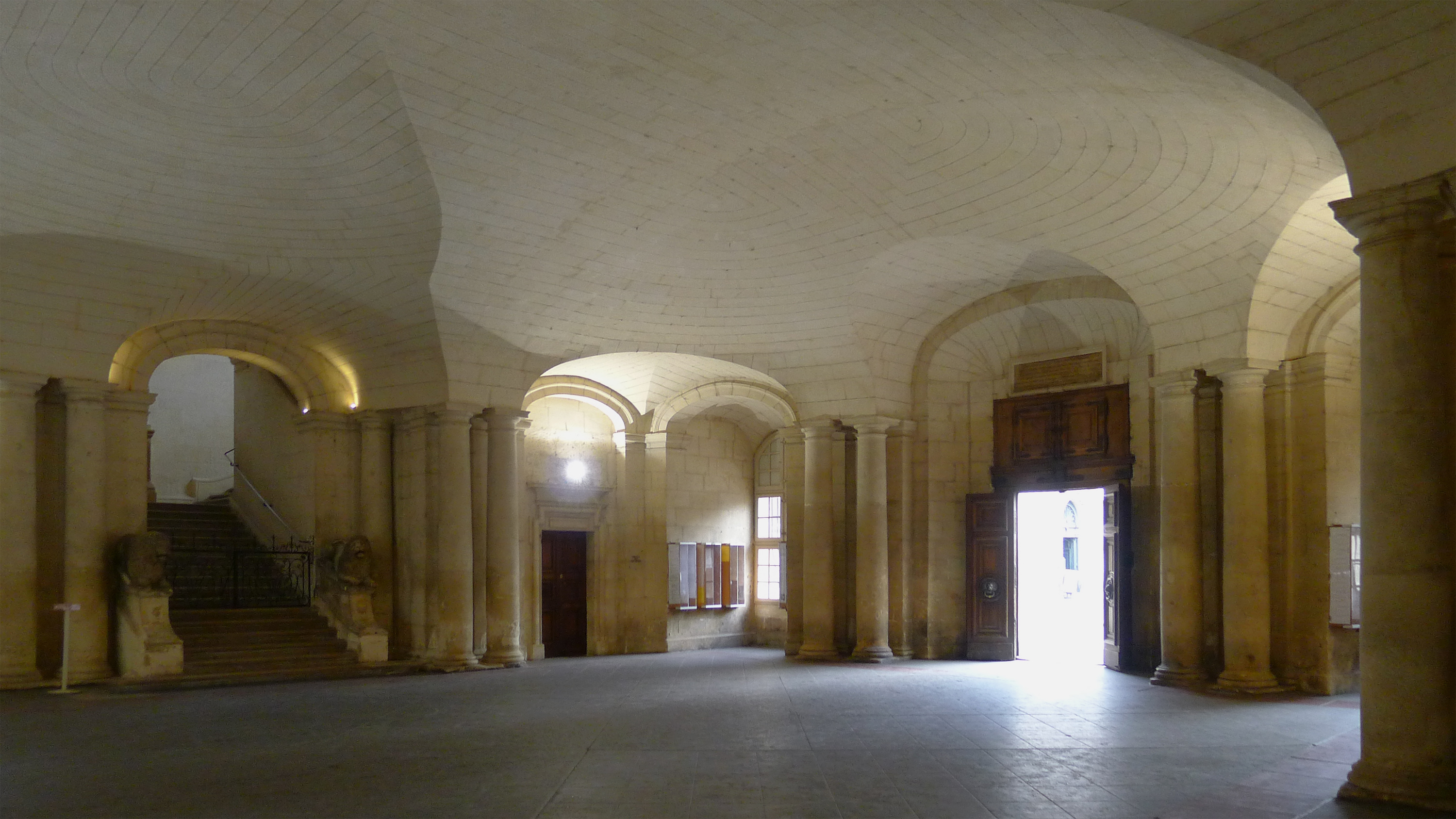
La sala de la planta baja con su bóveda considerada "la obra maestra absoluta de la estereotomía francesa" (CMH)

En la planta baja se encuentra un vestíbulo de bóveda muy baja, formado por dos cunas en ángulo recto, caídas en callejón sin salida y conectadas a los muros por vidrios. A pesar de la luz que alcanza los 15 m, la flecha del arco es muy baja. El visitante está allí frente a la obra maestra absoluta de la estereotomía francesa, que reúne con un virtuosismo inigualable todas las características de este arte: rebajamiento, juego con el dispositivo, desnudez del intradós.
La escalera principal que conduce a la sala del consejo está flanqueada por dos leones esculpidos por Jean Dedieu. Está adornada desde un principio con la Venus de Arles, una antigüedad grecorromana descubierta en el antiguo teatro de Arles, pero hoy es una copia de la obra modificada por Girardon cuyo original se encuentra ahora en el Louvre .
En la fachada del primer piso hay un balcón enmarcado por dobles columnas. En el segundo piso, frontón central con un sol, símbolo de Luis XIV, decoración de balaustres y pots-à-feu.

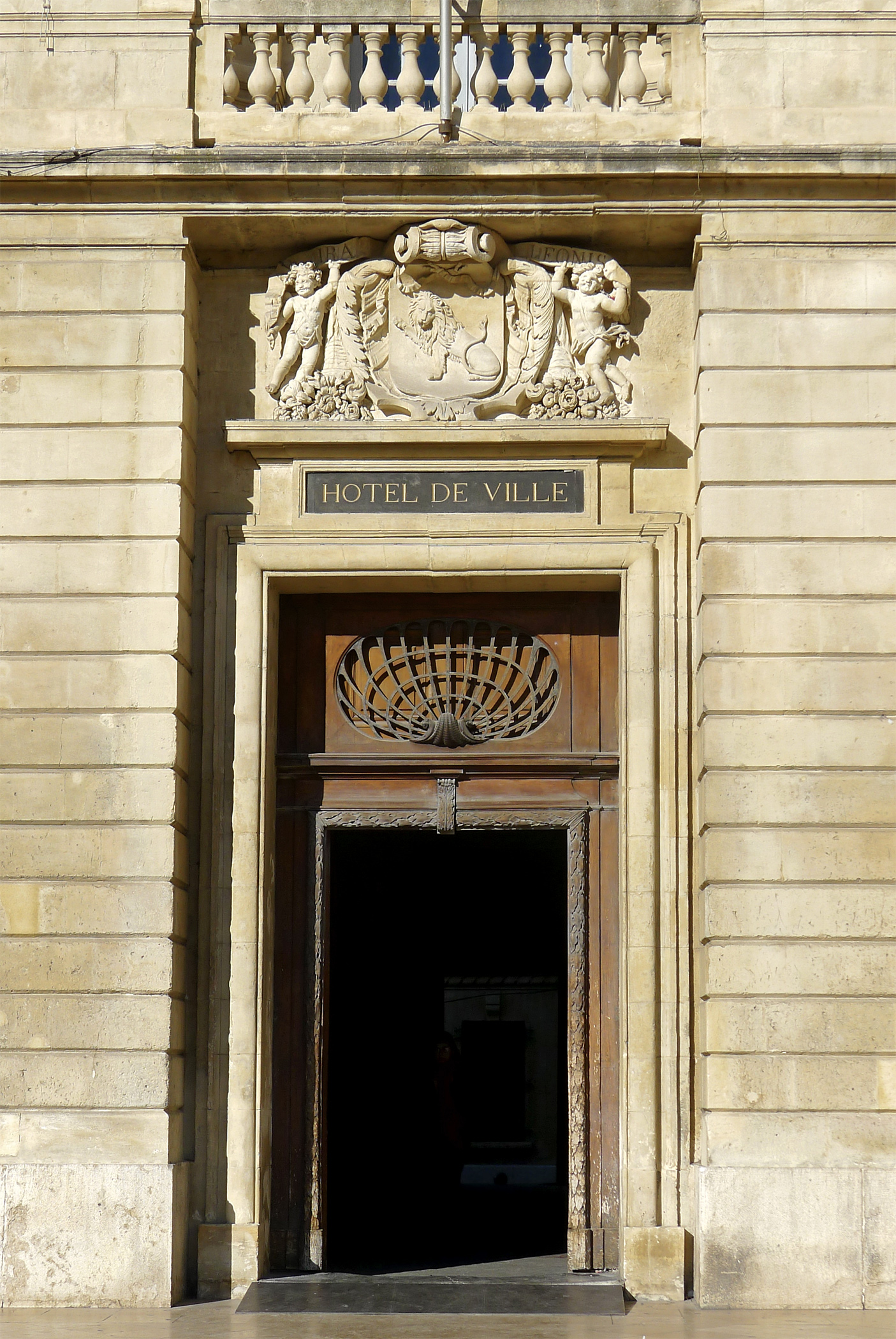
Puerta de entrada, lado Place de la République
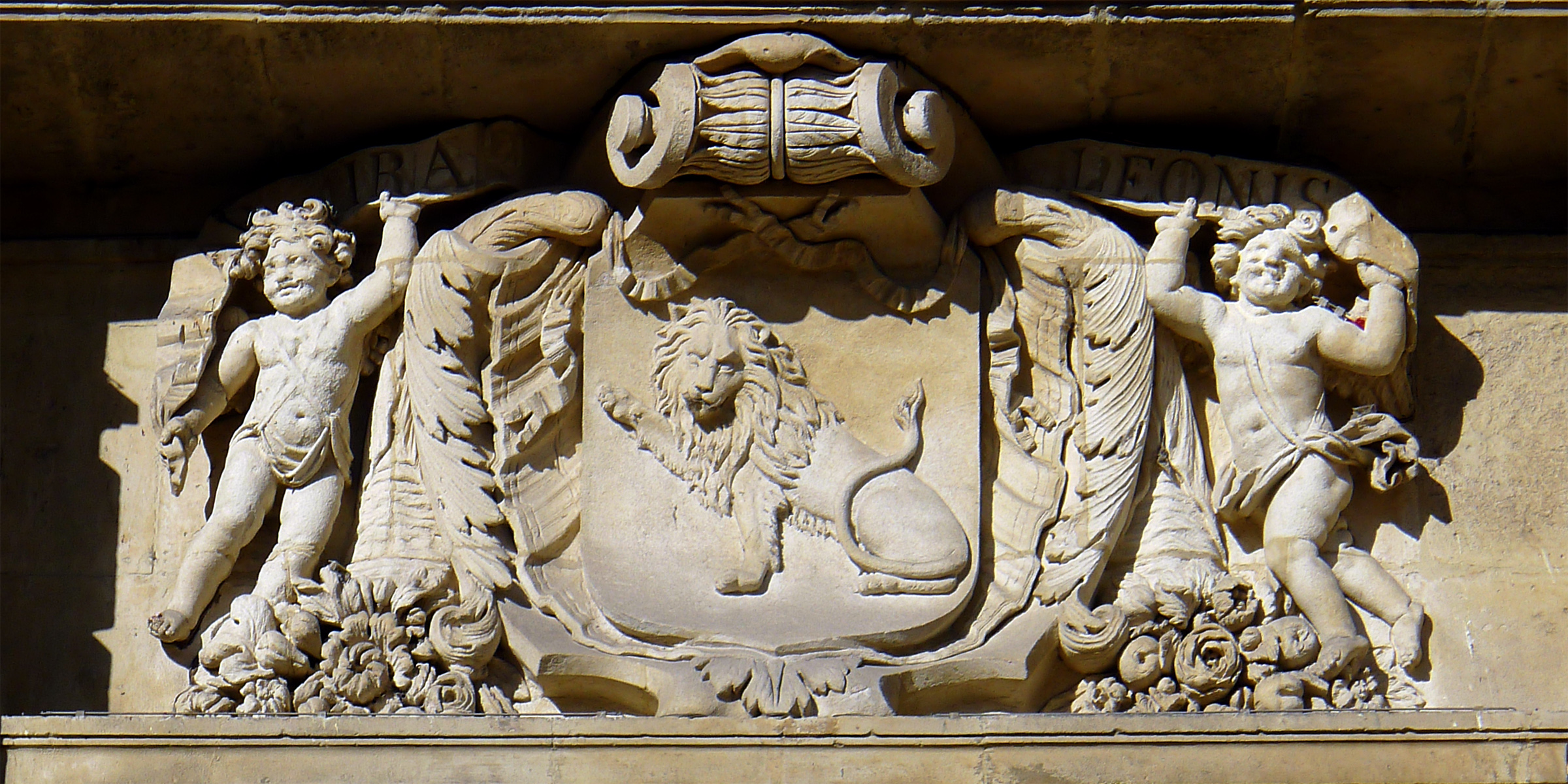
Detalle del bajorrelieve con las armas de la ciudad
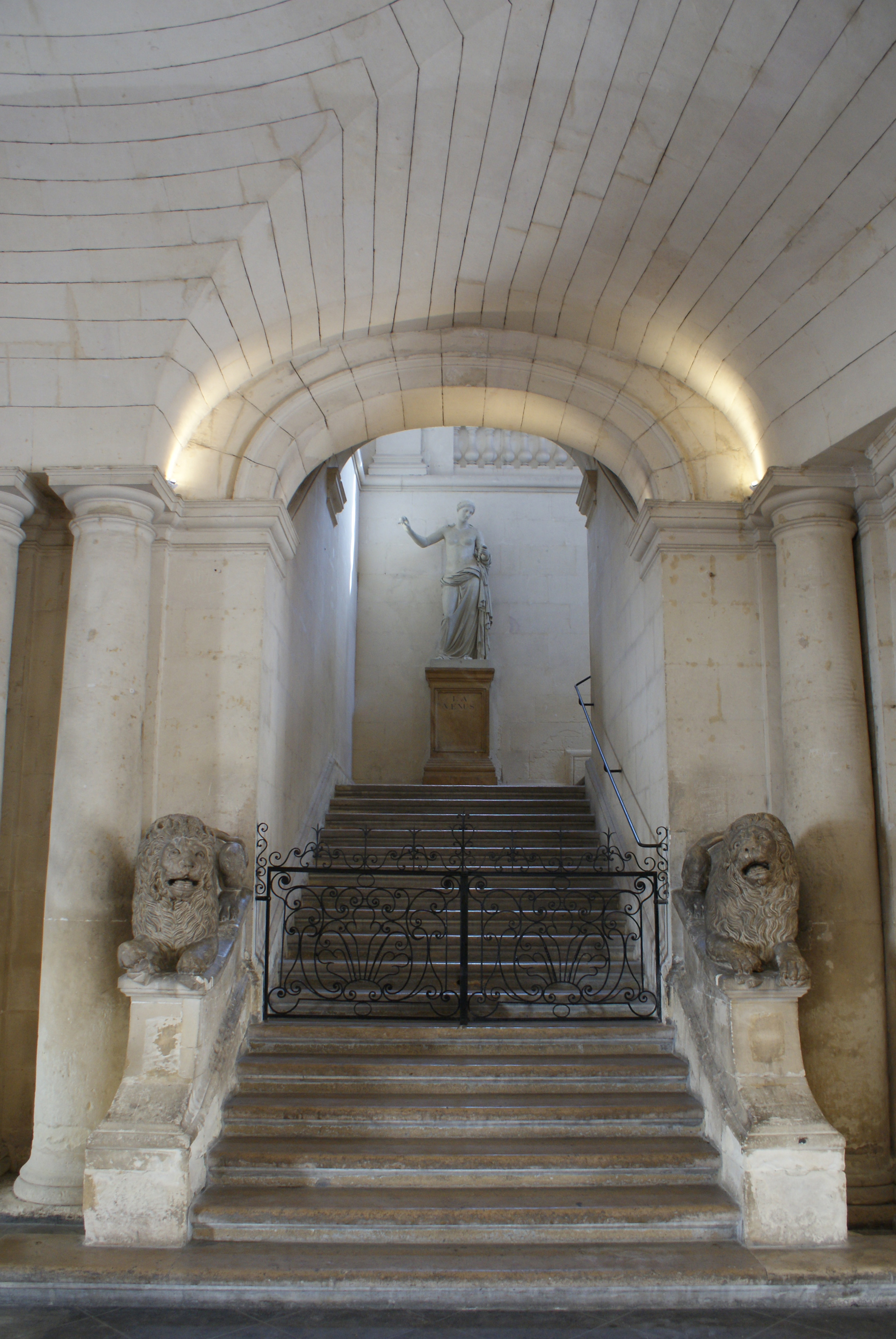
La escalera principal con su Venus de Arles y los dos leones de Dedieu